# 智徳法師
智徳法師（ちとくほうし）は、平安時代中期、一条天皇の頃の陰陽師。

## 概要
『今昔物語』によると、播磨国明石沖で海賊に襲われた船主を助け、陰陽の術で、海賊を捕らえ、荷物を取り返したとされる。
また、安倍晴明に術比べを挑んだが、逆に安倍晴明に式神たちを隠されてしまい、いともたやすく懲らしめられた。智徳は陳謝して自分の式神を返してもらうというエピソードで知られる。智徳は「私には、式神を使うことはできても、人の使うものを隠す事は到底できない」として、安倍晴明の弟子になったともされる。
人物像や環境設定が酷似しているため、蘆屋道満と同一人物ではないかとの説が有力である。

## 智徳法師が登場する作品
- AIR - SUMMER編にて主人公達を保護し、方術を教える。